# Dora Meeson
Dora Meeson, née le 7 août 1869 à Hawthorn (Victoria) et morte à Chelsea (Londres) le 24 mars 1955, est une peintre australienne.

## Biographie
Dora Meeson naît en Australie, fille de John Thomas Meeson, maître d'école puis avocat, et d'Amelia, née Kipling. Elle grandit en Nouvelle-Zélande. Elle commence ses études à la National Gallery of Victoria Art School.
Élève de l'Académie Julian (1898-1899) puis de la Slade School of Fine Art (v. 1896-v. 1898), membre de la Royal Institute of Oil Painters et de l'Artists' Suffrage League (en), elle rencontre à Paris George James Coates, qu'elle épouse le 23 juillet 1903 trois ans plus tard à Londres. Le couple s'installe à Chelsea, et vit dans un milieu d'artistes australiens expatriés. Ils séjournent en Australie en 1921-1922. Après la mort de son mari, Dora Meeson poursuit sa carrière artistique, jusqu'à sa mort le 24 mars 1955. Elle est enterrée auprès de son mari dans le cimetière de Rye.
On lui doit en 1937 un ouvrage sur son mari : George Coates: His Art and His Life.
Une représentation d'elle a été utilisée en 2003 sur une pièce de monnaie australienne pour célébrer le centenaire du droit de vote des femmes en Australie.

## Œuvres principales
- Thames at Chelsea
- Thames at Bankside[3]
- Embarkation of the Last W.A.A.C.s' Transport of the A.I.F, Wounded Leaving Southampton
- Charlton Park
- Members of the QMAAC in the Cookhouse at the RFA Camp, Charlton Park[4]
- Leaving for the Front
- Allbourne Manor House
- Portrait of M'selle M...[5]
- Peace Celebrations, Indian Troops Marching Down Whitehall, 1919